# 天神社 (門真市)
天神社（てんじんじゃ）は、大阪府門真市月出町にある神社。

## 歴史
文献によると古くは伊勢斎宮帰路沿い近くにあったため、相当古い時代に建造されたとされている。主祭神である少彦名命は医薬の神様（神農さん・温泉の神様・まじない、癌封じの神）で、北河内地方ではこの神社でしか祀られていない。また少彦名命は一寸法師や雛人形の原型・起源だという言い伝えがあり、そのため「人形供養」も行われている。相殿には寛永の頃、領主であった淀藩主永井信濃守尚政が崇拝した菅原道真が祀られている。